# Silvio Marzolini
Silvio Marzolini (né le 4 octobre 1940 à Buenos Aires et mort le 17 juillet 2020 dans la même ville) est un footballeur et entraîneur de football argentin. 

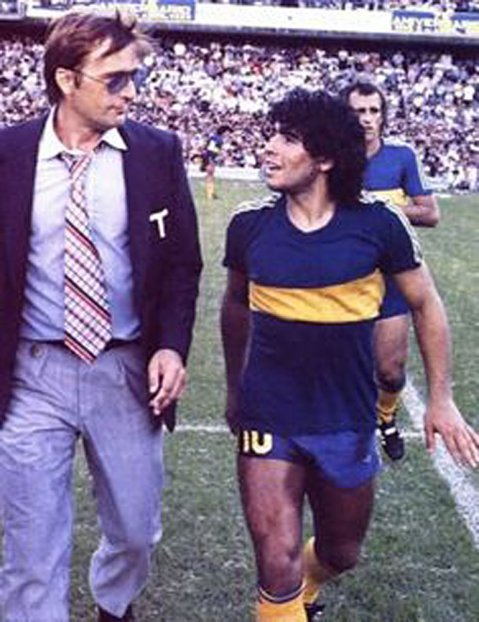
Silvio Marzolini et Maradona en 1981.

Il était l'arrière gauche de Boca Juniors et de l'équipe d'Argentine dans les années 1960. Plus tard, il dirige Diego Maradona à Boca Juniors. Ils remportent ensemble un titre de champion en 1981.

## Carrière de joueur

### Clubs
- Ferro Carril Oeste  Argentine (1959-1960)
- Boca Juniors  Argentine (1960-1972)

### Équipe nationale
- 28 sélections et 1 but en équipe d'Argentine entre 1960 et 1969
- participations aux coupes du monde 1962 et 1966

### Palmarès
- Primera división : 1962, 1964, 1965 avec Boca
- Championnat Nacional : 1969, 1970 avec Boca
- Championnat panaméricain : 1960 avec l'Argentine
- 2e du Championnat sud-américain : 1967 avec l'Argentine

## Carrière d'entraîneur

### Clubs
- All Boys  Argentine (1975-1976)
- Boca Juniors  Argentine

### Titre
- Championnat Metropolitan : 1981 avec Boca